# Léon Delacroix
Léon Gustave Frédéric Delacroix (Saint-Josse-ten-Noode, 27 de diciembre de 1867 - Baden-Baden, 15 de octubre de 1929) fue un estadista belga. Antes de entrar en política fue un abogado de renombre y se desempeñó como presidente de la Corte de Casación belga de 1917 a 1918. En el contexto de la reconstrucción del país tras la Primera Guerra Mundial, fue nombrado Primer Ministro de Bélgica, cargo que desempeñó entre 1918 y 1920. Durante su mandato se promulgó el sufragio universal masculino.
| Predecesor: Gérard Cooreman | Primer Ministro de Bélgica 21 de noviembre de 1918 - 20 de noviembre de 1920 | Sucesor: Henri Carton de Wiart |

- Datos: Q14989
- Multimedia: Léon Delacroix / Q14989